# Eupithecia melanolopha
Mesoptila melanolopha là một loài bướm đêm trong họ Geometridae.